# 红党 (乌拉圭)
红党（西班牙語：Partido Colorado）是乌拉圭的一个中间派自由主义政党。2005年以前，和中间偏右的民族黨并为乌拉圭两大政党。

## 歷史
乌拉圭红党，成立于1836年，创始人为乌拉圭第一任总统弗鲁克图奥索·里维拉。由于里维拉的军队以红色丝带饰于帽边作标志，所以通称红党。虽然名为红党，但红党主张的是温和的自由主义政策。在20世纪曾长期执政。
该党从1836年至1958年先后执政93年。政治立场属于社会自由主义，主要代表工商资产阶级和自由职业者的利益。信奉民主、自由、参与、社会公正原则。对内主张建立合理的国民经济体系，发展社会福利事业，公平分配收入。对外强调民族自决和不干涉政策，主张和平解决国际争端，积极参与和推动多边合作及拉美地区一体化。20世纪初期，红党领袖何塞·巴特列-奥多涅斯两度担任总统,曾进行一系列经济、政治和社会改革，推动了国家政治生活民主化，促进了资本主义的发展。1967年至1976年再度执政。1972年J.M.博达维里当选总统。1973年发生军事政变后，该党被禁止活动。1976年6月，武装部队宣布撤销对属于该党的总统的支持，博达维里被迫辞职。此后，军人操纵国家政权实行独裁统治。红党主要领导人多数被剥夺政治活动权利，内部分裂为帕切科派、巴特列派和自由派等。1981年11月，军政府宣布准备恢复宪政制度。1982年该党恢复合法地位。1984年11月大选，红党候选人J.M.桑吉内蒂当选
在2004年全国选举中，红党只获得了众议院10个席位和参议院的3席。它的总统候选人吉列尔莫·斯特林（Guillermo Stirling）同样只获得了10.4%的选票，支持率和上次大选相比有大幅度的减少。由于在2004年大选中，中间偏左的广泛阵线的胜利，兩大中間偏右的紅黨和民族黨自此成為在野黨。